# Vidisha (distrikt)
Vidisha är ett distrikt i Indien.   Det ligger i delstaten Madhya Pradesh, i den centrala delen av landet, 500 km söder om huvudstaden New Delhi. Antalet invånare är 1 458 875.
Följande samhällen finns i Vidisha:
- Vidisha
- Bāsoda
- Sironj
- Leteri
- Korwai